# Orgia ou O Homem Que Deu Cria
Orgia ou O Homem Que Deu Cria é um filme brasileiro, ficcional, do ano de 1970, com aspectos experimentais e reconhecido como um filme do cinema marginal brasileiro. É dirigido e roteirizado pelo escritor brasileiro João Silvério Trevisan. O filme, que foi produzido após uma viagem do diretor pela Europa, possui 92 minutos de duração, filmado em película preta e branca de 35mm. O filme foi censurado pelos censores do governo militar da época e não foi exibido até o ano de 1995, quando teve sua primeira exibição comercial na cidade de São Paulo. O filme iria primeiramente se chamar "Foi Assim Que Matei Meu Pai", o título traz uma referência à transgressão que o Cinema Marginal possuía perante o Cinema Novo. Entretanto, o título foi barrado pelo produtor por ser um título que provavelmente não passaria pela censura.

## Contexto
O filme foi lançado em 1970, ano em que o Brasil encontrava-se na era considerada mais popular e mais violenta de sua ditadura militar, atrelada ao mito da modernização e do milagre econômico. O regime, durante esta década passou a censurar todos os meios de comunicação, o que foi um impedimento direto no setor produtor de audiovisual da época, e que praticamente forçava os produtores e cineastas brasileiros a descobrirem novas formas de criar, distribuir e exibir suas obras. Neste cenário, o conflituoso Cinema Marginal começa a tomar sua forma, que apesar de se contrapor ao Cinema Novo em muitos momentos, possui diversos pontos em comum com este que o antecede.
Assim como diversos outros filmes do Cinema Marginal, Orgia ou O Homem Que Deu Cria é um protesto contra a censura e autoritarismo do regime, ao mesmo tempo que também criticava a postura ideológica do  Cinema Novo. O próprio filme faz uma transgressão da moralidade da época, tanto do cinema novo quanto da ditadura. Os constantes gemidos e grunhidos, que praticamente tomam conta da malha sonora do filme, apontam essa estética mais suja, desafiadora, gritante e escatológica que se desenvolve com o decorrer do Cinema Marginal. “Há em Orgia, portanto, este duplo movimento de afirmação de uma nova poética (mais ligada às lições tropicalistas) e de recusa à postura de intervenção sociológica na realidade, típica do cinema novo. Nos dois casos, é o cinema novo o principal interlocutor do filme, e o Brasil, o seu drama central.” Trecho retirado da Revista Contracampo, do artigo Orgia ou O Homem Que Deu Cria, de Luís Alberto Rocha Melo.
Outro movimento que também muito influenciou o comportamento artístico da época e foi uma importante referência para a forma e a estética do cinema marginal foi o Tropicalismo (1967-1969), e consequentemente o Pós-Tropicalismo. “O cinema passava, a partir da difusão do super-oito, a fazer parte do cotidiano de muitos. Artistas plásticos como Rubens Gerchman, Carlos Vergara, Hélio Oiticica e Lygia Pape, compositores como Galvão, Capinan, Jorge Mautner e Jards Macalé, além de Waly Salomão e do próprio Oiticica, passavam a fazer filmes em super-oito (e outras bitolas) e a emitir suas opiniões e considerações sobre a produção cinematográfica brasileira.” Trecho retirado do site Tropicalia, do artigo Marginália, de Ana de Oliveira. 

## Censura
O filme foi censurado pelo Governo Militar de Emílio Garrastazu Médici, no ano de 1971. Orgia foi considerado inconveniente em quase toda sua totalidade, como viria a expor João Silvério Trevisan em entrevista concedida a Revista Laika ao jornalista Caio Lamas. O fato de Orgia ter temas como a contestação do estrangulamento da liberdade de expressão fez com que ele nunca fosse liberado pela Censura. Trevisan quando questionado do porquê do filme não ter sido aprovado, conta ainda que durante o processo de reconhecimento como filme nacional pelo Governo, foi extraviado diversas vezes no caminho para Brasília. O pedido de adequação do longa apresenta as seguintes restrições: "na 1ª parte, sequências nas quais os personagens são focalizados em atitudes animalescas; na 2ª parte, eliminação dos palavrões e corte da tomada que focaliza dois atores limpando as nádegas; na 3ª parte, supressão de pornografias; na 5ª parte, corte das tomadas alusivas ao cangaceiro tendo uma criança e da sequência que mostra os canibais devorando o recém-nascido logo após o parto." Tais requisitos fariam com que sua exibição não acontecesse durante a Ditadura Militar pelo fato do Diretor ter optado por manter seu filme da forma original, pois os cortes exigidos fariam com que todo o conteúdo do seu filme fosse perdido. Esse fato fez com que o filme fosse impossibilitado de circular comercialmente. Sua primeira exibição em circuito comercial ocorreu no dia 8 de outubro de 1995 no Mix Brasil - Festival de Manifestações das Sexualidades em São Paulo.

## Sinopse
Uma espécie de play-boy do mundo ocidental, após assassinar o pai, sai pelo mundo. Em um cortejo vão se agregando um preso fugitivo, um intelectual que é enforcado, uma travesti, um anjo de asa quebrada, prostitutas, cangaceiro, até chegarem à cidade grande.

## Enredo
O filme retrata uma viagem a pé de diversos personagens do interior ruralizado para o exterior mais urbano. Entretanto, os elementos mais importantes do filme estão no percurso que os personagens fazem e não na sua chegada. O percurso é marcado por episódios e interrupções que vão agregando à caminhada dos personagens. O começo dessa jornada é feita por um caipira que acaba matando seu pai e parte estrada à fora. A ele se juntam uma travesti negra vestida de Carmem Miranda que recita Gonçalves Dias, um homem com aparências homossexuais, um homem cego, um rei africano cadeirante que segura a taça da copa do mundo de 1970, um anjo negro com a asa quebrada, um cangaceiro grávido que carrega uma bandeirola com o logo da Volskwagen, um padre e freiras que rezam a primeira missa do Brasil, prostitutas e índios canibais. Pelo caminho, eles encontram um intelectual que se enforca e queima seus livros, um homem que cria bombas, empresários de uma empresa de camisinhas que estão na falência por causa das pílulas anticoncepcionais e mais alguns personagens. Ao final, o rei africano morre de indigestão, o cangaceiro dá à luz uma criança em um cemitério e o bebê acaba sendo devorado pelos índios canibais.  O enredo do filme se desenvolve através das relações que esses personagens vão estabelecendo uns com os outros na jornada pelo interior do Brasil. Os personagens se relacionam aos berros, gemidos, vozes mal articuladas, danças, saltos, rastejos, dedos no nariz e movimentos diversos. É um verdadeiro carnaval em tela, com personagens alegorizados que fazem parte de uma "avacalhação agressiva", como cita Jean-Claude Bernadet no texto "Cinema Marginal?", e que representam as raízes do Brasil, mas também a conjuntura da sociedade daquela época de Regime Militar. É possível perceber fortes influências do tropicalismo na travesti através dos poemas recitados de Oswald de Andrade, que foi um escritor muito retomado pelas obras tropicalistas. O cangaceiro grávido é uma menção metaforizada de Glauber Rocha como o pai do Cinema Novo. 

## Produção
A produção foi dividida em duas pessoas, entre o diretor João Silvério Trevisan e o produtor geral Percival Gomes de Oliveira que trabalhava na  I.N.F. - Indústria Nacional de Filmes, umas produtora presentes na Boca do Lixo. Naquela época, a produtora de João Silvério Trevisan, Tecla Produções Cinematográficas, já tinha sido fechada e ele teve que dividir a produção, pois necessitava de uma produtora com o nome inscrito no registro da censura brasileira para que o filme fosse considerado um filme brasileiro e, assim, fosse avaliado pela censura. 
A verba para a realização do longa foi obtida através de um empréstimo bancário que foi avalizada por um diretor famoso, sócio de João Silvério Trevisan. Com o dinheiro, ele comprou os rolos de negativo P&B, pagou os atores, a equipe técnica e todos os gastos de produção. Toda a equipe almoçava sanduíches e jantavam em um albergue na cidade onde foram feitas as filmagens. 
As filmagens tiveram como locação a cidade de Francisco Morato, a 40 minutos da capital São Paulo. As gravações começaram no dia 17 de Junho de 1970 e terminaram no dia 02 de Agosto de 1970.

## Fotografia
A fotografia sofreu muito com a falta de verba, pois devido a pouca quantidade de negativos que a produção tinha disponível cada cena só poderia ser filmada uma única vez, sem chances de repetições. Durante as filmagens, nenhum equipamento de luz foi usado. Toda a luz do filme provém da iluminação natural. Isso gerava um certo descontrole da luz, fazendo com que as imagens se escurecessem devido a entrada de uma nuvem ou da própria duração da luz solar. Além disso, o filme não teve um trabalho de equalização da luz para corrigir essas diferenças de luz. O filme só possuía uma cópia de trabalho e os laboratórios de revelação só aplicavam a equalização a partir da cópia para exibição,  já que o filme nem passou pela censura, nunca conseguiu ser exibido o que fez com que a fotografia ficasse desigual e descompensada.
Em "Uma Geração Marginal" texto de João Silvério Trevisan, o diretor lembra que conversando com o diretor de fotografia, Carlos Reichenbach, ele pedia para que o filme tivesse uma estética feia, dizia que estava exausto da câmera bem colocada que recorta e transforma o mundo em um lugar lindo como os enquadramentos vistos no Cinema Novo. 

## Equipe Técnica[3]
Produção
Companhia(s) produtora(s): I.N.F. - Indústria Nacional de Filmes
Direção de produção: Percival Gomes de Oliveira
Assistência de produção: Zenaider Rios; Otávio Fernandes
Coordenação de produção: João Silvério Trevisan
Motorista: Miro Rosa
Roteiro
Argumento: João Silvério Trevisan; Sebastião Milaré; Os atores
Roteiro: João Silvério Trevisan
Diálogos: João Silvério Trevisan
Direção
Direção: João Silvério Trevisan
Assistência de direção: Tânia Savietto; Jairo Ferreira
Continuidade: Tânia Savietto
Fotografia
Direção de fotografia:  Carlos Reichenbach
Câmera: Carlos Reichenbach
Assistência de câmera: Rubens Elliot
Fotografia de cena: Jairo Ferreira
Som
Técnico de som: Júlio Perez Caballar; Luís Quinto; Manuel Jesus G. M.
Som guia: Jairo Ferreira
Montagem
Montagem: João Batista de Andrade
Direção de arte
Figurinos: Walcir Carrasco
Cenografia: Walcir Carrasco
Música
Música: Ibanez de Carvalho FIlho
Instrumentista: Dunga; Egídio; Vogel, Bibi e Cavour, E. (ponteado)

## Identidades/Elenco[3]
Pedro Paulo Rangel (Caipira)
Ozualdo Candeias (Pai do caipira)
Luzya Conte
Fernando Benini
Gregório Voalídice
Jean-Calude Bernardet (Leitor voraz)
Deoclides Gouveia (Homem que carrega cruz)
José Luís de Araújo
Otávio Fernandes
Sérgio Couto
Jairo Ferreira
Miro Rosa
Marcelino Burú
José Gaspar
Erika Ostosevic
Paulo Fernandes
Roberto César
Gledy Marisi
José Fernandes (Ceguinho)
Eudes Carvalho
Antônio Vasconcelos
Sebastião Milaré
Neusa Mollon
Janira Santiago
Walter Marins
Fernando Benincasa
Rosária Romero
Enrique Amoedo
Marisa Leme
Ildefonso Filho
Zenaider RIos
Mário Alves
Eduardo Karan
José Carlos Andrade
Cláudio Mamberti